# Uggiate con Ronago
Uggiate con Ronago (Ügiaa e Runaach in dialetto comasco, AFI: /yˈdʒaː/ e /ruˈnaːk/) è un comune italiano di 6 874 abitanti della provincia di Como in Lombardia.

## Storia
Il 10 settembre 2023, un referendum consultivo popolare si è espresso favorevolmente alla fusione tra Ronago e Uggiate-Trevano, scegliendo "Uggiate con Ronago" come nome del nuovo comune.
Il comune di Uggiate con Ronago è stato istituito il 1º gennaio 2024. 

### Simboli
In assenza di un'arma formalizzata, l'ente impiega congiuntamente gli stemmi dei cessati comuni antesignani.

## Società

### Evoluzione demografica
Abitanti censiti

## Amministrazione
| Periodo         | Periodo       | Primo cittadino      | Partito                        | Carica                  | Note  |
| --------------- | ------------- | -------------------- | ------------------------------ | ----------------------- | ----- |
| 1º gennaio 2024 | 9 giugno 2024 | Giorgio Franco Zanzi | N.D.                           | Commissario prefettizio | [ 8 ] |
| 10 giugno 2024  | in carica     | Ermes Tettamanti     | Lista civica - Progetto Comune | Sindaco                 | [ 9 ] |

### Esplicative
1. ↑  Per il dialetto comasco, si utilizza l'ortografia ticinese, introdotta a partire dal 1969 dall'associazione culturale Famiglia Comasca nei vocabolari, nei documenti e nella produzione letteraria.
2. ↑  Durante il referendum, i cittadini erano stati chiamati a esprimere la propria preferenza per una tra le seguenti denominazioni: A) Uggiate Trevano con Ronago; B) Uggiate con Ronago; C) Monteprato; D) Civitanova Comense; E) San Giuseppe al Colle.

### Bibliografiche
1. 1 2   Bilancio demografico mensile anno 2025 (dati provvisori), su demo.istat.it, ISTAT.
2. ↑   Classificazione sismica (XLS), su rischi.protezionecivile.gov.it.
3. ↑   AA. VV., Dizionario di toponomastica. Storia e significato dei nomi geografici italiani., Milano, Garzanti, 1996,  p. 675, ISBN 88-11-30500-4.
4. ↑   AA. VV., Dizionario di toponomastica. Storia e significato dei nomi geografici italiani., Milano, Garzanti, 1996,  p. 553, ISBN 88-11-30500-4.
5. 1 2   Uggiate e Ronago, il referendum dice sì alla fusione, su www.laprovinciadicomo.it, 10 settembre 2023. URL consultato l'11 settembre 2023.
6. ↑   Il nuovo Comune di Uggiate con Ronago (CO), su Tuttitalia.it. URL consultato il 30 dicembre 2023.
7. ↑  Dati tratti da:
  -  Popolazione residente dei comuni. Censimenti dal 1861 al 1991 (PDF), su ebiblio.istat.it, ISTAT.
  -  Popolazione residente per territorio – serie storica, su esploradati.censimentopopolazione.istat.it.
Nota bene: il dato del 2021 si riferisce al dato del censimento permanente al 31 dicembre di quell'anno.
8. ↑   Dipartimento per gli Affari Interni e Territoriali, su amministratori.interno.gov.it. URL consultato il 22 dicembre 2024.
«Data ricerca: dal 01/01/2024 al 09/06/2024
Provincia: COMO
Comune: UGGIATE CON RONAGO»
9. ↑   Speciale Elezioni Comunali 2024: tutti i risultati comune di Uggiate Con Ronago - La Repubblica, su elezioni.repubblica.it. URL consultato il 22 dicembre 2024.